# Bosgouet
Bosgouet is een gemeente in het Franse departement Eure (regio Normandië) en telt 548 inwoners (1999). De plaats maakt deel uit van het arrondissement Bernay.

## Geografie
De oppervlakte van Bosgouet bedraagt 9,5 km², de bevolkingsdichtheid is 57,7 inwoners per km².
De onderstaande kaart toont de ligging van Bosgouet met de belangrijkste infrastructuur en aangrenzende gemeenten.

## Demografie
Onderstaande figuur toont het verloop van het inwonertal (bron: INSEE-tellingen).